# حملة فالشيرين

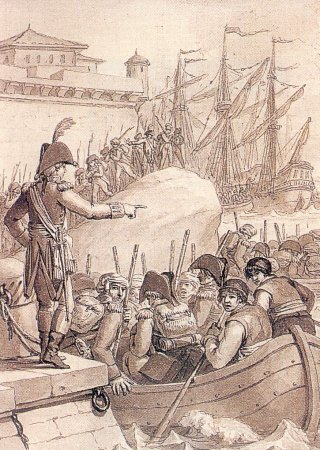
حمله فالشيرين

كانت حملة فالشيرين بعثة بريطانية فاشلة إلى هولندا في 1809 هدفت إلى فتح جبهة أخرى في صراع الإمبراطورية النمساوية مع فرنسا خلال حرب التحالف الخامس. كان السير جون بيت، الإيرل الثاني لتشاتهام، قائد البعثة، وكانت المهمة هي الاستيلاء على فلاشينغ وأنتويرب في هولندا وتمكين الملاحة في نهر شخيلت. عبر نحو 40,000 جندي و15,000 حصان مع المدفعية الميدانية وقافلتي حصار بحر الشمال ورسوا في فالشيرين في 30 يوليو. كانت تلك أضخم بعثة بريطانية في ذلك العام، أضخم من خدمة الجيش في حرب الاستقلال الإسبانية في البرتغال. مع ذلك فشلت في تحقيق أي من أهدافها. لم تتضمن حملة فالشيرين الكثير من القتال، لكنها شملت خسائر فادحة ناجمة عن المرض الذي شاعت تسميته «حمى فالشيرين». على الرغم من موت أكثر من 4,000 جندي بريطاني خلال البعثة، قتل 106 فقط في المعركة؛ انسحب الناجون في 9 ديسمبر.

## الخلفية
في يوليو 1809، قرر البريطانيون إغلاق مصب نهر شخيلت لمنع استخدام ميناء أنتويرب ليكون قاعدة ضدهم. كان الهدف الأساسي للحملة تدمير الأسطول الفرنسي الذي كان يُعتقد أنه موجود في فلاشينغ (فليسنجن) مع تقديم تضليل من أجل النمساويين الذين يتعرضون لضغوط شديدة. إلا أن معركة واغرام وقعت قبل بدء الحملة وكان النمساويون قد خسروا الحرب سلفًا.
قاد جون بيت، الإيرل الثاني لتشاتهام، الجيش بينما قاد السير ريتشارد ستراشان البحرية، وهي القوة الاستطلاعية الكاملة المؤلفة من 37 سفينة والتي كانت أعظم واحدة تغادر إنكلترا، وغادرت مرسى الداونز في 28 يوليو. من بين القادة هيو داونمان وإدوارد كودرينغتون وأميليوس بيوكليرك ووليام تشارلز فاهي وجورج كوكبورن وجورج دونداس.

## الحملة
استولى البريطانيون على جزيرة فالشيرين المستنقعية عند مصب نهر شخيلت بالإضافة إلى جزيرة ساوث بيفيلاند، تقع كلاهما فيما يُعرف اليوم بهولندا. سرعان ما أصيبت القوات البريطانية بالملاريا؛ وأصيب أكثر من 8,000 خلال شهر من الاستيلاء على الجزيرة. ثبت عدم كفاية الإمدادات الطبية للبعثة رغم التقارير بأن قوة فرنسية محتلة فقدت 80% من تعدادها منذ بضعة سنوات بسبب المرض أيضًا. بمجرد أن تقررت إقامة حامية في جزيرة فالشيرين في سبتمبر 1809، استُبدل بيت بالفريق إير كوت الذي استُبدل في أكتوبر بالفريق جورج دون.